# 小行星1717
小行星1717（1717 Arlon）是一颗绕太阳运转的小行星，为主小行星带小行星。该小行星于1954年1月8日发现。
該小行星以比利時城市阿爾隆命名。

## 轨道参数
小行星1717的轨道半长轴为2.1964761 UA，离心率为0.129。